# Galina Rytova
Galina Mikhailovna Rytova (em russo, Галина Михайловна Рытова: Moscou, 10 de setembro de 1975) é uma jogadora de polo aquático russa-cazaque, medalhista olímpica.

## Carreira
Galina Rytova fez parte do elenco medalha de bronze em Sydney 2000, Em 2004, representou pelo Cazaquistão